# هنري فان دير لين
هنري فـان دير لين (بالإنجليزية: Henry Van Der Lyn)‏ هو محامي ورسام أمريكي، ولد في 24 أبريل 1784 في كينغستون في الولايات المتحدة، وتوفي في 1 أكتوبر 1865.